# Željeznička pruga Qingzang
Željeznička pruga Qingzang, željeznička pruga Qinghai–Xizang ili Željeznička pruga Qinghai–Tibet (pojednostavljeni kineski: 青藏铁路; tradicionalni kineski: 青藏鐵路; pinyin: Qīngzàng Tiělù) jest željeznička pruga koja spaja Xining u provinciji Qinghai s Lhasom u Tibetanskoj autonomnoj regiji u Narodnoj republici Kini.
Dionicu pruge između Golmuda i Lhase 1. srpnja 2006. svečano je otvorio predsjednik Hu Jintao, a tada su krenula prva dva putnička vlaka: Qing 1 iz Golmuda prema Lhasi, a na drugoj strani Tibet 2 iz Lhase. Ova željeznička pruga prva je koja spaja Užu Kinu s Tibetanskom autonomnom regijom koja je zbog svoje visine i terena bila posljednji provincijski entitet kopnene Kine bez željeznica. Automatsko testiranje pruge i opreme započelo je 1. svibnja 2006. Direktni vlakovi prometuju iz Pekinga, Chengdua, Chongqinga, Xininga i Lanzhoua, što tvori vezu između Lhase i ostalih važnijih gradova unutar Kine.
Pruga uključuje Prijevoj Tanggula koji s 5072 m nadmorske visine ima najviše željezničke tračnice na svijetu.
Tunel Fenghuoshan dug 1338 m najviši je željeznički tunel na svijetu. Nalazi se na 4905 m nadmorske visine. Tunel Yangbajing je najduži tunel na pruzi dug 3345 m. Nalazi se na 4264 m nadmorske visine i 80 km sjeverozapadno od regionalne prijestolnice Lhase.
Više od 960 km, ili 80 % pruge, sagrađeno je na visini većoj od 4000 m, a preko polovice položeno je na području vječnog leda. 

## Vanjske poveznice
- Karta željezničkih puteva Kine  Arhivirana inačica izvorne stranice od 27. rujna 2011. (Wayback Machine)
- Environmental Protection Along the Qinghai-Tibet Railway  Arhivirana inačica izvorne stranice od 11. lipnja 2005. (Wayback Machine), US Embassy report
- The Guardian, 20 September 2005, "The railway across the roof of the world"
- Wired Magazine, srpanj 2006, "Train to the Roof of the World"
- Izgradnja tibetanske željeznice  Arhivirana inačica izvorne stranice od 18. rujna 2008. (Wayback Machine)
- Videosnimke tibetanske željeznice